# Ballomarius dartevellei
Ballomarius dartevellei är en insektsart som beskrevs av Synave 1959. Ballomarius dartevellei ingår i släktet Ballomarius och familjen vedstritar. Inga underarter finns listade i Catalogue of Life.